# ACM Transactions on Multimedia Computing, Communications, and Applications
ACM Transactions on Multimedia Computing, Communications, and Applications (TOMCCAP) es una publicación científica trimestral publicada por la Association for Computing Machinery, cuyo fin es diseminar los últimos descubrimientos en el campo de la computación multimedial.
Su redactor jefe es Ralf Steinmetz.